# Минерал (Овощник)
Вижте пояснителната страница за други значения на Минерал.

## История
ФК „Минерал“ е футболен клуб от село Овощник, област Стара Загора. Участник в „А“ ОФГ „Стара Загора“. Създаден е под името „Жельо Манолов“ през 1964 г.
Президент на клуба е Дамян Цанев, а старши треньор е Светослав Шопов.
От сезон 2019/2020 отбора ще играе с основен екип бяло, оранжево, черно, а резервния екип е жълто-черно.
Домакинските си мачове играе на стадиона в село Овощник. Стадиона разполага и с добра за нивото на лигата материална база. През 2019 г. е направен ремонт на съблекалните, частично ограждане на стадиона и осветление на част от игрището.
В края на полусезон 2019/2020 г. отбора е на челно място в класирането на „А“ ОФГ „Стара Загора“. През сезон 2022/2023 отбора печели първенството на "А"ОФГ Стара Загора.

## Сезони
| Сезон   | Име     | Лига                | Място |
| ------- | ------- | ------------------- | ----- |
| 2015-16 | Минерал | „А“ ОГ Стара Загора | 8     |
| 2017-18 | Минерал | „А“ ОГ Стара Загора | 6     |
| 2018-19 | Минерал | „А“ ОГ Стара Загора | 6     |
| 2022-23 | Минерал | „А“ ОГ Стара Загора | 1     |